# Hada persa
Hada persa är en fjärilsart som beskrevs av Alphéraky 1897. Hada persa ingår i släktet Hada och familjen nattflyn. Inga underarter finns listade i Catalogue of Life.